# Wilfred Blatherwick
Wilfred E. Blatherwick (Contea di Black Hawk, 19 settembre 1870 – Los Angeles, 7 aprile 1956) è stato un tennista statunitense.
Disputò i tornei di singolare e doppio di tennis ai Giochi olimpici di Saint Louis 1904. Nel torneo singolare fu sconfitto ai quarti mentre nel torneo di doppio, assieme a Orien Vernon, fu sconfitto agli ottavi.